# Daniel Georgievski
Daniel Georgievski (in macedone Даниел Георгиевски?; Città di Blacktown, 17 febbraio 1988) è un ex calciatore macedone, di ruolo difensore.

## Palmarès

### Club

#### Competizioni nazionali
- Campionato rumeno: 2

Steaua Bucarest: 2012-2013, 2013-2014
- Supercupa României: 1

Steaua Bucarest: 2013
- Campionato australiano: 1

Melbourne Victory: 2014-2015
- FFA Cup: 1

Melbourne Victory: 2015